# بارا-حمض الكوماريك
حمض الكوماريك p هو مركب عضوي له الصيغة HOC6H4CH=CHCO2H. وهو أحد الأيزومرات الثلاثة لحمض الهيدروكسيسيناميك. وهي مادة صلبة بيضاء قابلة للذوبان بشكل طفيف في الماء ولكنها قابلة للذوبان بشدة في الإيثانول وثنائي إيثيل الأثير.

## الحوادث الطبيعية
هو مقدمة للعديد من المنتجات الطبيعية، وخاصة الليجنول، وهي مقدمة للكتلة الخشبية التي تتكون من العديد من النباتات.[1] من بين عدد لا يحصى من الحالات، يمكن العثور على حمض الكوماريك في Gnetum cleistostachyum.[2]

## في الغذاء
يمكن العثور على حمض الكوماريك في مجموعة واسعة من النباتات والفطريات الصالحة للأكل مثل الفول السوداني والفاصوليا البحرية والطماطم والجزر والريحان والثوم. [بحاجة لمصدر] ويوجد في النبيذ والخل. [3] ويوجد أيضاً في حبوب الشعير.[٤] فحمض الكوماريك الموجود في حبوب اللقاح هو أحد مكونات العسل.[5]

## المشتقات
يمكن أيضًا العثور على جلوكوزيد حمض الكوماريك في الخبز التجاري الذي يحتوي على بذور الكتان.[6] يمكن العثور على ثنائيات حمض الكوماريك في شمع الكرنوبا.

## التخليق الحيوي
يتم تصنيعه حيويًا من حمض السيناميك عن طريق عمل إنزيم هيدروكسيلاز حمض السيناميك 4 المعتمد على P450 (C4H).
حمض السيناميك
→
ج
4
ح
{\displaystyle {\begin{matrix}{}\\{\xrightarrow {\mathrm {C4H} }}\\{}\end{matrix}}} حمض بارا الكوماريك
ويتم إنتاجه أيضًا من L-tyrosine بفعل تيروزين أمونيا لياز (TAL).
لام تيروسين
→
ت
أ
ل
{\displaystyle {\xrightarrow {\mathrm {TAL} }}} حمض شبه الكوماريك + NH3 + H+

## كتلة البناء الحيوية
حمض الكوماريك هو مقدمة لـ 4-إيثيلفينول الذي تنتجه خميرة بريتانوميسيس في النبيذ. يحفز إنزيم سينامات ديكاربوكسيلاز تحويل حمض الكوماريك إلى 4-فينيلفينول.[7] يقوم إنزيم فينول فينول المختزل بعد ذلك بتحفيز اختزال 4-فينيلفينول إلى 4-إيثيلفينول. يُضاف حمض الكوماريك أحيانًا إلى الوسائط الميكروبيولوجية، مما يتيح التعرف الإيجابي على بريتانوميسيس عن طريق الرائحة.
تحويل حمض الكوماريك إلى 4-إيثيفينول بواسطة بريتانوميسيس
cis-p-Coumarate glucosyltransferase هو إنزيم يستخدم جلوكوز ثنائي فوسفات اليوريدين و cis-p-coumarate لإنتاج 4'-O-β-D-glucosyl-cis-p-coumarate وثنائي فوسفات اليوريدين (UDP). ينتمي هذا الإنزيم إلى عائلة ناقلات الغليكوزيل، وتحديدًا ناقلة الهيكسوسيل.[8]
يتم إنتاج حمض الفلوريتيك، الموجود في كرش الأغنام التي تتغذى على العشب المجفف، عن طريق هدرجة السلسلة الجانبية 2-بروبينويك من حمض الكوماريك.[9] الإنزيم، سينسيز ريسفيراترول، المعروف أيضًا باسم سينسيز ستيلبين، يحفز تخليق ريسفيراترول في نهاية المطاف من رباعي الكيتيد المشتق من 4-كومارويل CoA. حمض الكوماريك p هو عامل مساعد للبروتينات الصفراء النشطة ضوئيًا (PYP)، وهي مجموعة متماثلة من البروتينات الموجودة في العديد من البكتيريا الحقيقية.